# 국제화 국가 코드 최상위 도메인
국제화 국가 코드 최상위 도메인(internationalized country code top-level domain, IDN ccTLD 또는 ccIDN)은 국제화 도메인 네임(IDN)과 국가 코드 최상위 도메인(ccTLD)에 속한다.
IDN ccTLD는 웹 브라우저와 같은 최종 사용자 애플리케이션에 표시되는 특수하게 인코딩된 도메인 이름으로, 음소문자, 아랍 문자, 알파벳을 쓰지 않는 문자(예: 한자) 등 자국어 문자를 사용한다.
2018년 8월 기준으로 승인된 국제화 국제화 국가 코드 최상위 도메인이 59개가 있으며, 그 중 적어도 47개가 사용 중이다. 가장 많이 사용되는 것은 900,000개 이상의 도메인 이름을 보유한 .рф(러시아)이다. .tw(타이완)의 경우 약 500,000개, .cn(중국)의 경우 200,000개 이상이다.

## 같이 보기
- 인터넷 최상위 도메인 목록
- 국가 코드 최상위 도메인
- 퓨니코드